# Johan Stureson
Johan Stureson (ur. 3 sierpnia 1973 roku w Kristianstad) – szwedzki kierowca wyścigowy.

## Kariera
Stureson rozpoczął karierę w wyścigach samochodowych w 1992 roku od startów w Formule BMW Junior. Z dorobkiem 32 punktów został sklasyfikowany na dwunastej pozycji w klasyfikacji generalnej. W późniejszych latach Szwed pojawiał się także w stawce Niemieckiej Formuły 3, Masters of Formula 3, Swedish GTR Championship, FIA GT Championship, Swedish Touring Car Championship, European Touring Car Championship, European Touring Car Cup, Danish Touringcar Championship, Scandinavian Touring Car Cup, Scandinavian Touring Car Championship, 24H Series, Swedish GT oraz Skandynawskiego Pucharu Porsche Carrera.